# Février 1827

## Événements
- 9 février :
  - Décret donnant l'indépendance au haut Pérou sur le nom de Bolivie.
  - Combat de Juncal sur le fleuve Uruguay.

- 20 février : bataille d'Ituzaingó entre le Brésil et les forces alliées de l'Argentine et de l'Uruguay.

- 28 février, États-Unis : création de la compagnie du Baltimore and Ohio Railroad, première ligne de chemin de fer des États-Unis.

## Naissances
- 18 février : Heinrich Karl Brugsch (mort en 1894), égyptologue allemand.

## Décès
- 18 février : Antoine Nicolas Duchesne (né en 1747), agronome français.
- 26 février : Jean Henri Hassenfratz (né en 1755), chimiste français.